# Jamaican International 1999
Die Jamaican International 1999 im Badminton fanden Ende Oktober 1999 statt.

## Sieger und Platzierte
| Disziplin    | Gold                               | Silber                         | Bronze                          |
| ------------ | ---------------------------------- | ------------------------------ | ------------------------------- |
| Herreneinzel | Kevin Han                          | Bobby Milroy                   | Mike Beres                      |
| Herreneinzel | Kevin Han                          | Bobby Milroy                   | Mario Carulla                   |
| Dameneinzel  | Kara Solmundson                    | Adrienn Kocsis                 | Nigella Saunders                |
| Dameneinzel  | Kara Solmundson                    | Adrienn Kocsis                 | María de la Paz Luna Félix      |
| Herrendoppel | Howard Bach Mark Manha             | Bobby Milroy William Milroy    | Bradley Graham Charles Pyne     |
| Herrendoppel | Howard Bach Mark Manha             | Bobby Milroy William Milroy    | Christian Erichsen Pedro Yang   |
| Damendoppel  | Shackerah Cupidon Nigella Saunders | Adrienn Kocsis Kara Solmundson | Kristal Karjohn Christine Leyow |
| Damendoppel  | Shackerah Cupidon Nigella Saunders | Adrienn Kocsis Kara Solmundson | Jillean Clarke Amandi Low       |
| Mixed        | Mike Beres Kara Solmundson         | Mario Carulla Adrienn Kocsis   | Oscar Brandon Kristal Karjohn   |
| Mixed        | Mike Beres Kara Solmundson         | Mario Carulla Adrienn Kocsis   | Paul Leyow Christine Leyow      |